# Václav Noha
Václav Noha (* 18. dubna 1940 Bošice) je bývalý český fotbalový záložník.
Věnuje se také hudbě, je zpěvákem, dirigentem a hráčem na klávesové nástroje.

## Hráčská kariéra
V československé lize hrál za Spartak LZ Plzeň (dobový název Viktorie), aniž by skóroval.
Debutoval v neděli 23. září 1962 v Bratislavě proti domácímu Slovnaftu Bratislava (prohra 0:3). Naposled se v nejvyšší soutěži objevil v sobotu 20. října téhož roku v Praze proti domácímu mužstvu ČKD Praha (prohra 2:4).
Začínal v Boru u Tachova, během základní vojenské služby nastupoval za Duklu Tachov a hrál také za Lokomotivu Plzeň.

### Prvoligová bilance
| Ročník             | Zápasy | Góly | Minuty | Klub                |
| ------------------ | ------ | ---- | ------ | ------------------- |
| I. liga 1962/63    | 2      | 0    | 111    | TJ Spartak LZ Plzeň |
| CELKEM I. ČS. LIGA | 2      | 0    | 111    |                     |